# Szymon Jagliński
Szymon Jagliński (ur. 12 sierpnia 1949) – polski lekkoatleta specjalizujący się w rzucie młotem.
Międzynarodową karierę rozpoczynał w 1968 roku od startu w europejskich igrzyskach juniorów. W 1974 roku zajął trzynastą lokatę na mistrzostwach Europy w Rzymie. Dwadzieścia jeden razy bronił barw narodowych w meczach międzypaństwowych (w latach 1970 – 1978), reprezentował Polskę w pucharze Europy.
Ośmiokrotny medalista mistrzostw Polski seniorów – ma w dorobku trzy złota (Warszawa 1974, Bydgoszcz 1975, Bydgoszcz 1976), dwa srebra (Warszawa 1972 i Warszawa 1973) oraz trzy brązy (Warszawa 1970, Bydgoszcz 1977 oraz Warszawa 1978). 
Trener "młociarzy" FLOTY Gdynia na początku lat 80'
Rekord życiowy: 71,22 (22 czerwca 1976, Bydgoszcz).

## Osiągnięcia
| Rok  | Impreza                       | Miejsce | Pozycja     | Wynik |
| ---- | ----------------------------- | ------- | ----------- | ----- |
| 1968 | Europejskie igrzyska juniorów | Lipsk   | 9. miejsce  | 46,50 |
| 1974 | Mistrzostwa Europy            | Rzym    | 13. miejsce | 65,52 |
| 1975 | Półfinał pucharu Europy       | Londyn  | 3. miejsce  | 69,70 |
| 1975 | Finał pucharu Europy          | Nicea   | 4. miejsce  | 70,56 |